# Skate (игра)
Skate (стилизовано под skate.) - видеоигра в жанре симулятора скейтбординга, разработанная студией EA Black Box и изданная Electronic Arts в 2007 году для консолей Xbox 360, PlayStation 3 и мобильных телефонов.
Игрок берёт на себя роль безымянного скейтера, который, пережив аварию, решает стать живой легендой скейтбординга. Для этого ему следует побить несколько профессиональных скейтеров, а также выиграть на соревнованиях «X-Games», что сильно повышает статус рядового скейтера до профессионала.
Игра оказалась тепло принята критиками за свои инновации. Впоследствии вышло два сиквела, Skate 2 и Skate 3, а также спин-офф Skate It для Nintendo Wii, Nintendo DS и iOS.
Сервера для многопользовательского режима были закрыты в 2011 году.

## Разработка
Главная особенность игры, система «Flick it» (букв. «щелкни»), появилась еще задолго до появления самой игры: первый прототип попросту считывал движения стика геймпада и выдавал сообщение о выполнении трюка, а также считывал скорость и точность. Разработчики заметили, что для получения более точной информации при быстрых манипуляциях с геймпадом, необходимо считывать данные со скоростью 120 Гц.
Игра широко использует физические возможности движка для поведения скейтера. Выбор пал на пакет движка RenderWare под названием Drive для моделирования суставов у человеческих тел. Изначально планировалась возможность слезать со скейтборда, однако анимация ходьбы персонажа стала большой проблемой для разработчиков. Также отказались от скейтера женского пола, так как это прибавило бы работы с анимацией.
В процессе разработки игра претерпевала ряд изменений. Например, на ранних этапах город Сан Ванелона планировался как прибрежный, с гаванями и футбольным стадионом. Саундтрек также был изменен. Ранее планировалось включить блюзовые треки в духе The Doors, но позже баланс сместился в сторону более тяжелой музыки и хип-хопа.
Демо-версия должна была появиться в Xbox Live в августе 2007, но была отложена из-за проблем со Skate Reel (редактор видео). Для PlayStation 3 демо-версия была выпущена в сентябре того же года. В ней игроку давалось полчаса игры, а местом действия становился общественный центр города.
Также была выпущена мобильная версия. Она имела в себе всего два режима игра: Thrasher Mode (где игрок должен был выполнять задания, чтобы попасть на обложку одноименного журнала) и свободное катание (где также можно кататься на уровнях из предыдущего режима). Игрок волен кастомизировать своего скейтера. В игре имеется всего три области: площадь, халфпайп и деловой центр.

## Сюжет
Действие игры разворачивается в вымышленном городе Сан Ванелона (англ. San Vanelona). Игрок берет на себя роль безымянного скейтера, который, оправившись после страшной аварии, начинает пробивать себе путь к славе. В распоряжении игрока целый город - Сан Ванелона (англ. San Vanelona), по которому можно свободно перемещаться. Для достижения своей цели игроку необходимо состязаться с профессионалами, выполнять спонсорские контракты и участвовать в соревнованиях. Все это для того, чтобы принять участие в ежегодных X Games.

## Игровой процесс
Начиная игру, игрок может настроить внешность и параметры своего персонажа: его телосложение, цвет кожи, прическу, одежду. Также можно индивидуально настроить свой стиль катания и параметры доски. После чего сам игровой процесс сводится к выполнению различных заданий как от других скейтеров, так и от спонсоров. На полученные деньги игрок может купить новую одежду или новое оформление для своей доски. Задания варьируются от соревнований, до видео- и фотосъемок. Попадая на обложку журнала, игрок улучшает свои показатели, получает новых спонсоров и участвует в более престижных состязаниях.
Главной особенностью игры является система «Flick it». С помощью правого стика игрок может буквально управлять ногами скейтера и выполнять всевозможные трюки, вращая скейтборд. Этому способствует и камера, которая сфокусирована на ногах и доске персонажа. Кроме того, игрок может использовать «триггеры» контроллера для выполнения грэбов (трюки с захватом доски), а также контролировать баланс при скольжениях. За выполнение трюков игрок получает очки. Количество очков зависит от высоты, сложности трюка и чистоты его исполнения. По мере своего выполнения трюки объединяются в цепочки, которые приносят игроку куда больше очков, превращаясь в некое подобие комбо. Чем длиннее комбинация, тем выше множитель и тем больше очков игрок получит в итоге.
В игре также присутствует мультиплеер. Игроки могут соревноваться между собой как во фристайле, так и участвовать в состязаниях, гонках, режимах S.K.A.T.E (выигрывает игрок, набравший в нескольких раундах большее количество очков) и Own The Spot (получение максимального количества очков на конкретном объекте). Другой онлайн-составляющей является система «skate.reel», позволяющая снимать игровой процесс и делиться материалами в интернете.

## Skate It
Skate It (стилизовано под skate it) - видеоигра, разработанная студиями EA Black Box, Exient Entertainment и EA Montreal для консолей Nintendo Wii, Nintendo DS и iOS. Спин-офф оригинальной игры. Игра была выпущена в ноябре 2008 года.
События игры происходят между оригиналом и Skate 2. Город Сан-Ванелона пострадал от землетрясения, благодаря чему игрок теперь катается по полуразрушенному городу безо всяких помех. Хотя, позже игрок сможет перемещаться в другие города, такие как Лондон, Париж или Сан-Франциско. В отличие от более «старшей» версии, схема управления на Wii и DS были переработаны. В версии для Wii используется управление с помощью движений Wii Remote, а также контроллер Wii Balance Board. Для Nintendo DS был использован стилус и сенсорный экран консоли.
Игра была тепло принята критиками. IGN поставили ей оценку 8.5, отмечая занимательный одиночный режим, саундтрек и управление, но критикуя графическую составляющую. Версия для Nintendo DS также получила одобрительные отзывы за свой «сложный, но интересный геймплей», но была раскритикована за баги и общее качество игры.

## Отзывы
| Сводный рейтинг    | Сводный рейтинг | Сводный рейтинг |
| Издание            | Оценка          | Оценка          |
| Издание            | PS3             | Xbox 360        |
| ------------------ | --------------- | --------------- |
| GameRankings       | 85,75 %         | 86,23 %         |
| Metacritic         | 85/100          | 86/100          |
| Иноязычные издания |                 |                 |
| Издание            | Оценка          | Оценка          |
| Издание            | PS3             | Xbox 360        |
| Eurogamer          | N/A             | 9/10            |
| GameRevolution     | B+              | B+              |
| GameSpy            | N/A             | [ 10 ]          |
| GameTrailers       | 8,1/10          | 8,1/10          |
| IGN                | 8,8/10          | 9/10            |

IGN поставили 9 баллов версии для Xbox 360 и 8.8 версии для PlayStation 3. Из плюсов были отмечены окружение, схема управления и саундтрек. Из минусов были названы проблемы с мультиплеером, проблемы с физикой, редкие глюки, а также отсутствие фристайловых трюков. GameSpot поставили 7.5 для Xbox и 7 для PlayStation. Были отмечены хороший старт игры и ее инновации, но раскритиковано обилие рекламы и продакт-плейсмента, что снизило оценку на полбалла. GameSpy поставили обеим версиям оценку в 5 звезд. Похвалы удостоились схема управления, обширное окружение, аудио и контент. Из минусов были выделены проблемы в обучении, плохая камера и замедления в онлайне.
Игра не только получила одобрительные отзывы критиков и игроков, но и в два раза превзошла по продажам другой скейт-симулятор 2007 года - игру Tony Hawk's Proving Ground.